# 扎木斯朗扎布·嘎拉桑达西
扎木斯朗扎布·嘎拉桑达西（1870年—1930年9月30日），法名阿旺洛桑丹增，蒙古族，喀尔喀车臣汗部人，第四世游格吉活佛。

## 生平
嘎拉桑达西于1870年生于喀尔喀车臣汗部右翼后旗（额尔登达赖王旗，今蒙古国苏赫巴托尔省额尔德尼查干县）的哈答斤台吉扎木斯朗扎布家。5岁时，他被认定为游格吉活佛的呼毕勒罕（即转世灵童），剃度时起法名为“阿旺洛桑丹增”。
后来，他先后赴北京、多伦诺尔、五台山、塔尔寺、额尔德尼召的右召、大库伦朝圣。1902年，根据第八世哲布尊丹巴呼图克图的诏书，他获得了呼图克图以及堪布头衔。1911年，他同情外蒙古独立。1913年，他被博克多汗任命为东南省份的参赞大臣。此后直至1920年，他大部分时间都在旅途中，如东路中左前旗（今蒙古国东方省呼伦贝尔县）、内蒙古浩齐特左翼旗和浩齐特右翼旗，代表外蒙古政府同王爷扎丹扎布（Задавжав）、公爷巴布扎布、王爷奈丹扎布进行了会谈。在东部蒙古争取独立、抗击中国军队的斗争中，他将巴布扎布藏在自己的游格吉庙中。结果，该庙于1915年11月22日被萧良臣等人率领的中华民国政府軍攻占，游格吉活佛被中国军队拘留，巴布扎布逃往呼伦贝尔。此后，外蒙古政府指责中国北洋政府，要求中央政府退兵并调查损失，俄国驻库伦总领事密勒尔也指责中国中央政府军“越境剿匪，有背条约”，要求其退兵并释放游格吉活佛。陈箓及北京政府外交部对外蒙古及俄国的指责加以驳斥。1916年1月起，中国军队开始撤离游格吉庙，游格吉活佛随军被带往北京，觐见中华民国大总统。北京政府“不念旧恶，予以优待”，然后将其送回。
考虑到外蒙古与周边地区的关系，外蒙古自治时期恩琴男爵将游格吉活佛视为外蒙古和内蒙古之间的“连接桥”。蒙古人民革命胜利之後，游格吉活佛被邀请到库伦，1921年7月13日蒙古人民政府临时任命嘎拉桑达西为“蒙古东部边境考察部长”。这是人民政府考虑到宗教在蒙古社會的强大影响力，利用其声誉让信教群众了解政府政策而采取的一项措施。8月，人民军在苏赫巴托将军的命令下到达车臣汗部追缴白军残余，从白匪手中解放该地区，由于中蒙边界附近频繁发生摩擦事件，布曼增迪、杜格尔扎布（马克思尔呼尔泽之子）等人来到了寺院，并赠送了两栋房屋以帮助他开展工作。1923年，车臣汗部改为汗肯特乌拉省後，嘎拉桑达西的寺庙属地也被改为额尔登查干乌勒旗（Эрдэнэцагаан уулын хошуу）。
1929年8月8日，他因在自治时期接受东部长官的命令而被蒙古人民共和国的苏联教官逮捕，并被蒙古内务部关进监狱。在1930年蒙古实施的镇压中，他被卷入“额日格登达格巴”案（Эрэгдэндагва，又称“38人爱国集团案”），负责反革命案件的官员对游格吉活佛进行了为期15天的审判，他被指控“为了推翻人民政府”而在致九世班禅额尔德尼及十三世达赖的信上签字。1930年9月30日，游格吉活佛被处决。1990年5月18日，蒙古人民共和国最高法院第4号决议驳回原判并宣告游格吉活佛无罪，他获得平反。